# The Cramps
The Cramps — американская рок-группа, образовавшаяся в 1973 году и 1975—1976 годах оказавшаяся в числе лидеров нью-йоркского панк-движения с эпицентром в клубе CBGB.

## История
Состав The Cramps на протяжении многих лет постоянно менялся, но ядро коллектива до последнего времени составлял супружеский дуэт Люкс Интериор (вокал) — Пойзон Айви (гитара). Исполняя панк-рок в сочетании с рокабилли, The Cramps во многом опередили своё время; позже они были отнесены к числу основателей жанра сайкобилли и классиков гаражного панка.
Среди известных исполнителей, называвших The Cramps в числе основных влияний, — Birthday Party, The White Stripes, George Eggplant’s One Man Band, Jon Spencer Blues Explosion, The Strokes. 4 февраля 2009 года Люкс Интериор скончался от расслоения аорты в калифорнийском Glendale Memorial Hospital.

## Дискография

### Альбомы
- Gravest Hits EP (1979, Illegal Records)
- Songs the Lord Taught Us (1980, Illegal Records)
- Psychedelic Jungle (1981, I.R.S. Records)
- Smell of Female (1983, Big Beat Records)
- …Off the Bone (1983, Illegal Records)
- Bad Music for Bad People (1984, I.R.S. Records)
- A Date With Elvis (1986, Big Beat Records)
- Rockin n Reelin in Auckland New Zealand (1987, Vengeance Records)
- Stay Sick (1990, Enigma Records)
- Look Mom No Head! (1991, Big Beat Records)
- Flamejob (1994, Creation Records)
- Big Beat from Badsville (1997, Epitaph Records)
- Fiends of Dope Island (2003, Vengeance Records)
- How to Make a Monster (2004, Vengeance Records)

### Синглы
Goo Goo Muck/She Said (1980, I.R.S. Records)